# Kamenná kniha
Kniha, též známa pod názvem Kamenná kniha, je kamenný pomník v Karlových Varech. Nachází se v lázeňských lesích při rozcestí dvou vycházkových cest. Otevřená kniha ležící na kamenném podstavci obsahuje děkovný nápis.

## Historie
Pomník pochází z roku 1930. Nechal jej zde vytvořit jeden z lázeňských hostů na počest své matky A. M. Heinrichové. Není známo, kdo byl tím hostem; jeho matka pocházela pravděpodobně z Moravské Ostravy. Podle jiného zdroje nechal pomník v roce 1930 zřídit Robert Heinrich z Ostravy.

## Popis
Pomník stojí u rozcestí dvou cest – Sovovy a Russelovy. Představuje rozevřenou knihu ležící na podstavci z kamenných kvádrů. Je v ní vytesán a černou barvou zvýrazněn německý text básně vyjadřující lásku k matce:
Dem Andenken unserer guten Mutter Frau A. M. HEINRICH
Die nur dem Wohle ihrer Kinder gelebt hat
Mähr • Ostrau • Karlsbad • 1930
Der schönste Name im Erdengrund
Das schönste Wort im Menschenmund
Ist Mutter.
Ja keines ist so tief und weich
So ungelehrt gedankenreich
Als Mutter!

Drobné či větší historické památníky v lázeňských lesích bývaly vytvářeny na počest významného lázeňského hosta či hostů nebo jako poděkování za hostovo uzdravení. O jejich údržbu, stejně jako o údržbu karlovarských lázeňských lesů, pečuje příspěvková organizace Lázeňské lesy (k 1. únoru 2023 sloučena s příspěvkovou organizací Správa lázeňských parků) pod názvem Lázeňské lesy a parky Karlovy Vary.